# 6 Heures de Fuji 2022
Navigation
Édition précédente Édition suivante
Les 6 Heures de Fuji 2022, disputées le 11 septembre 2022 sur le Fuji Speedway, ont été la 36e édition de l'épreuve, la 9e sur un format de six heures, et la cinquième manche du championnat du monde d'endurance FIA 2022. 

## Engagés

La SCG 007 de l'écurie Glickenhaus Racing absente des 6 Heures de Fuji 2022

La liste officielle des engagés était composée de 36 voitures, dont 5 en Hypercar, 13 en LMP2, 5 en GTE Pro et 13 en GTE Am. 
Dans la catégorie Hypercar, pour la première fois de la saison, la SCG 007 n°708 de l’écurie américaine Glickenhaus Racing n'avait pas participé à une manche du Championnat du monde d'endurance FIA 2022 pour cause de limitation financière de l'écurie.
Dans la catégorie LMP2, pour la première fois de la saison, l'Oreca 07 n°44 de l'écurie slovaque ARC Bratislava n'avait pas participé à une manche du Championnat du monde d'endurance FIA 2022. La voiture fera son retour lors de la prochaine manche du championnat, les 8 Heures de Bahreïn 2022. Le pilote suisse Nico Müller, retenu par ses engagements dans le championnat Deutsche Tourenwagen Masters, avait été remplacé par le pilote néerlandais Renger van der Zande aux mains de l'Oreca 07 n°10 de l'écurie britannique Vector Sport,. Le pilote allemand René Rast, également retenu par ses engagements dans le championnat Deutsche Tourenwagen Masters, avait été remplacé par le pilote belge Dries Vanthoor aux mains de l'Oreca 07 n°31 de l'écurie belge Team WRT.
Dans la catégorie GTE Am, Le pilote américain Brendan Iribe, retenu pour avoir été cas contact au Covid 19, avait été remplacé par le pilote japonais Takeshi Kimura aux mains de la Porsche 911 RSR-19 n°56 de l'écurie allemande Team Project 1. Le pilote néo-zélandais Nick Cassidy, également retenu par ses engagements dans le championnat Deutsche Tourenwagen Masters, avait été remplacé par le pilote italien Davide Rigon aux mains de la Ferrari 488 GTE Evo n°54 de l'écurie italienne AF Corse.

## Qualifications
| Pos. | Classe      | N°  | Écurie                    | Pilote                 | Temps          | Écart          |
| ---- | ----------- | --- | ------------------------- | ---------------------- | -------------- | -------------- |
| 1    | Hypercar    | 7   | Toyota Gazoo Racing       | Kamui Kobayashi        | 1 min 29 s 234 | --             |
| 2    | Hypercar    | 8   | Toyota Gazoo Racing       | Brendon Hartley        | 1 min 29 s 254 | + 0 s 020      |
| 3    | Hypercar    | 36  | Alpine Elf Team           | Matthieu Vaxiviere     | 1 min 29 s 446 | + 0 s 212      |
| 4    | Hypercar    | 93  | Peugeot TotalEnergies     | Jean-Éric Vergne       | 1 min 30 s 000 | + 0 s 766      |
| 5    | Hypercar    | 94  | Peugeot TotalEnergies     | Loïc Duval             | 1 min 30 s 152 | + 0 s 918      |
| 6    | LMP2        | 38  | Jota                      | António Félix da Costa | 1 min 31 s 649 | + 2 s 415      |
| 7    | LMP2 Pro-Am | 83  | AF Corse                  | Nicklas Nielsen        | 1 min 31 s 929 | + 2 s 695      |
| 8    | LMP2        | 41  | Realteam par WRT          | Ferdinand Habsburg     | 1 min 32 s 143 | + 2 s 909      |
| 9    | LMP2        | 31  | Team WRT                  | Robin Frijns           | 1 min 32 s 210 | + 2 s 976      |
| 10   | LMP2        | 10  | Vector Sport              | Sebastien Bourdais     | 1 min 32 s 297 | + 3 s 063      |
| 11   | LMP2        | 22  | United Autosports USA     | Filipe Albuquerque     | 1 min 32 s 337 | + 3 s 103      |
| 12   | LMP2        | 23  | United Autosports USA     | Alexander Lynn         | 1 min 32 s 342 | + 3 s 108      |
| 13   | LMP2        | 28  | Jota                      | Ed Jones               | 1 min 32 s 439 | + 3 s 205      |
| 14   | LMP2        | 9   | Prema ORLEN Team          | Robert Kubica          | 1 min 32 s 479 | + 3 s 245      |
| 15   | LMP2        | 1   | Richard Mille Racing Team | Charles Milesi         | 1 min 32 s 529 | + 3 s 295      |
| 16   | LMP2        | 34  | Inter Europol Competition | Alex Brundle           | 1 min 32 s 800 | + 3 s 566      |
| 17   | LMP2 Pro-Am | 45  | Algarve Pro Racing        | James Allen            | 1 min 32 s 879 | + 3 s 645      |
| 18   | LMP2 Pro-Am | 35  | Ultimate                  | Matthieu Lahaye        | 1 min 33 s 155 | + 3 s 921      |
| 19   | LMGTE Pro   | 92  | Porsche GT Team           | Michael Christensen    | 1 min 36 s 371 | + 7 s 137      |
| 20   | LMGTE Pro   | 51  | AF Corse                  | James Calado           | 1 min 36 s 566 | + 7 s 332      |
| 21   | LMGTE Pro   | 91  | Porsche GT Team           | Gianmaria Bruni        | 1 min 36 s 800 | + 7 s 566      |
| 22   | LMGTE Pro   | 52  | AF Corse                  | Miguel Molina          | 1 min 36 s 851 | + 7 s 617      |
| 23   | LMGTE Pro   | 64  | Corvette Racing           | Nick Tandy             | 1 min 37 s 127 | + 7 s 893      |
| 24   | LMGTE Am    | 33  | TF Sport                  | Ben Keating            | 1 min 39 s 309 | + 10 s 075     |
| 25   | LMGTE Am    | 85  | Iron Dames                | Sarah Bovy             | 1 min 39 s 371 | + 10 s 137     |
| 26   | LMGTE Am    | 71  | Spirit of Race            | Franck Dezoteux        | 1 min 39 s 461 | + 10 s 227     |
| 27   | LMGTE Am    | 777 | D'Station Racing          | Satoshi Hoshino        | 1 min 39 s 710 | + 10 s 476     |
| 28   | LMGTE Am    | 46  | Team Project 1            | Nicolas Leutwiler      | 1 min 39 s 796 | + 10 s 562     |
| 29   | LMGTE Am    | 54  | AF Corse                  | Thomas Flohr           | 1 min 39 s 809 | + 10 s 575     |
| 30   | LMGTE Am    | 56  | Team Project 1            | Takeshi Kimura         | 1 min 39 s 853 | + 10 s 619     |
| 31   | LMGTE Am    | 77  | Dempsey-Proton Racing     | Christian Ried         | 1 min 39 s 874 | + 10 s 640     |
| 32   | LMGTE Am    | 88  | Dempsey-Proton Racing     | Fred Poordad           | 1 min 40 s 052 | + 10 s 818     |
| 33   | LMGTE Am    | 86  | GR Racing                 | Michael Wainwright     | 1 min 40 s 271 | + 11 s 037     |
| 34   | LMGTE Am    | 21  | AF Corse                  | Christoph Ulrich       | 1 min 40 s 418 | + 11 s 184     |
| 35   | LMGTE Am    | 60  | Iron Lynx                 | Claudio Schiavoni      | 1 min 40 s 683 | + 11 s 449     |
| 36   | LMGTE Am    | 98  | NorthWest AMR             | Paul Dalla Lana        | "Pas de temps" | "Pas de temps" |

Tous les temps de Aston Martin Vantage AMR n°98 de l'écurie NorthWest AMR ont été annulés à la suite de l'excès de vitesse du pilote Paul Dalla Lana constaté dans la voie des stands

## La course

### Classement de la course
Voici le classement officiel au terme de la course.
- Les premiers de chaque catégorie du championnat du monde sont signalés par un fond jaune.
- Pour la colonne Pneus, il faut passer le curseur au-dessus du modèle pour connaître le manufacturier de pneumatiques.

| Pos  | Classe    | no  | Écurie                    | Pilotes                                                | Châssis                        | Pneus | Tours | Temps                 |
| Pos  | Classe    | no  | Écurie                    | Pilotes                                                | Moteur                         | Pneus | Tours | Temps                 |
| ---- | --------- | --- | ------------------------- | ------------------------------------------------------ | ------------------------------ | ----- | ----- | --------------------- |
| 1    | Hypercar  | 8   | Toyota Gazoo Racing       | Sébastien Buemi Brendon Hartley Ryō Hirakawa           | Toyota GR010 Hybrid            | M     | 232   | 6 h 01 min 23 s 341   |
| 1    | Hypercar  | 8   | Toyota Gazoo Racing       | Sébastien Buemi Brendon Hartley Ryō Hirakawa           | Toyota 3,5 L V6 Bi-Turbo       | M     | 232   | 6 h 01 min 23 s 341   |
| 2    | Hypercar  | 7   | Toyota Gazoo Racing       | Mike Conway Kamui Kobayashi José María López           | Toyota GR010 Hybrid            | M     | 232   | 1 min 08 s 382        |
| 2    | Hypercar  | 7   | Toyota Gazoo Racing       | Mike Conway Kamui Kobayashi José María López           | Toyota 3,5 L V6 Bi-Turbo       | M     | 232   | 1 min 08 s 382        |
| 3    | Hypercar  | 36  | Alpine Elf Team           | André Negrão Nicolas Lapierre Matthieu Vaxiviere       | Alpine A480                    | M     | 230   | + 2 tours             |
| 3    | Hypercar  | 36  | Alpine Elf Team           | André Negrão Nicolas Lapierre Matthieu Vaxiviere       | Gibson GK458 4,5 L V8 Atmo     | M     | 230   | + 2 tours             |
| 4    | Hypercar  | 93  | Peugeot TotalEnergies     | Jean-Éric Vergne Mikkel Jensen Paul di Resta           | Peugeot 9X8                    | M     | 225   | + 7 tours             |
| 4    | Hypercar  | 93  | Peugeot TotalEnergies     | Jean-Éric Vergne Mikkel Jensen Paul di Resta           | Peugeot 2,6 L V6 Bi-Turbo      | M     | 225   | + 7 tours             |
| 5    | LMP2      | 31  | Team WRT                  | Sean Gelael Robin Frijns Dries Vanthoor                | Oreca 07                       | G     | 225   | + 7 tours             |
| 5    | LMP2      | 31  | Team WRT                  | Sean Gelael Robin Frijns Dries Vanthoor                | Gibson GK428 4,2 L V8 Atmo     | G     | 225   | + 7 tours             |
| 6    | LMP2      | 38  | Jota                      | Roberto Gonzalez António Félix da Costa Will Stevens   | Oreca 07                       | G     | 224   | + 8 tours             |
| 6    | LMP2      | 38  | Jota                      | Roberto Gonzalez António Félix da Costa Will Stevens   | Gibson GK428 4,2 L V8 Atmo     | G     | 224   | + 8 tours             |
| 7    | LMP2      | 28  | Jota                      | Oliver Rasmussen Ed Jones Jonathan Aberdein            | Oreca 07                       | G     | 224   | + 8 tours             |
| 7    | LMP2      | 28  | Jota                      | Oliver Rasmussen Ed Jones Jonathan Aberdein            | Gibson GK428 4,2 L V8 Atmo     | G     | 224   | + 8 tours             |
| 8    | LMP2      | 41  | Realteam par WRT          | Rui Andrade Ferdinand Habsburg Norman Nato             | Oreca 07                       | G     | 224   | + 8 tours             |
| 8    | LMP2      | 41  | Realteam par WRT          | Rui Andrade Ferdinand Habsburg Norman Nato             | Gibson GK428 4,2 L V8 Atmo     | G     | 224   | + 8 tours             |
| 9    | LMP2      | 23  | United Autosports USA     | Alexander Lynn Oliver Jarvis Josh Pierson              | Oreca 07                       | G     | 224   | + 8 tours             |
| 9    | LMP2      | 23  | United Autosports USA     | Alexander Lynn Oliver Jarvis Josh Pierson              | Gibson GK428 4,2 L V8 Atmo     | G     | 224   | + 8 tours             |
| 10   | LMP2      | 9   | Prema ORLEN Team          | Robert Kubica Louis Delétraz Lorenzo Colombo           | Oreca 07                       | G     | 224   | + 8 tours             |
| 10   | LMP2      | 9   | Prema ORLEN Team          | Robert Kubica Louis Delétraz Lorenzo Colombo           | Gibson GK428 4,2 L V8 Atmo     | G     | 224   | + 8 tours             |
| 11   | LMP2      | 22  | United Autosports USA     | Phil Hanson Filipe Albuquerque Will Owen               | Oreca 07                       | G     | 224   | + 8 tours             |
| 11   | LMP2      | 22  | United Autosports USA     | Phil Hanson Filipe Albuquerque Will Owen               | Gibson GK428 4,2 L V8 Atmo     | G     | 224   | + 8 tours             |
| 12   | LMP2      | 1   | Richard Mille Racing Team | Lilou Wadoux Paul-Loup Chatin Charles Milesi           | Oreca 07                       | G     | 223   | + 9 tours             |
| 12   | LMP2      | 1   | Richard Mille Racing Team | Lilou Wadoux Paul-Loup Chatin Charles Milesi           | Gibson GK428 4,2 L V8 Atmo     | G     | 223   | + 9 tours             |
| 13   | LMP2      | 10  | Vector Sport              | Renger van der Zande Ryan Cullen Sebastien Bourdais    | Oreca 07                       | G     | 223   | + 9 tours             |
| 13   | LMP2      | 10  | Vector Sport              | Renger van der Zande Ryan Cullen Sebastien Bourdais    | Gibson GK428 4,2 L V8 Atmo     | G     | 223   | + 9 tours             |
| 14   | LMP2      | 83  | AF Corse                  | François Perrodo Nicklas Nielsen Alessio Rovera        | Oreca 07                       | G     | 223   | + 9 tours             |
| 14   | LMP2      | 83  | AF Corse                  | François Perrodo Nicklas Nielsen Alessio Rovera        | Gibson GK428 4,2 L V8 Atmo     | G     | 223   | + 9 tours             |
| 15   | LMP2      | 34  | Inter Europol Competition | Jakub Śmiechowski Alex Brundle Esteban Gutiérrez       | Oreca 07                       | G     | 222   | + 10 tours            |
| 15   | LMP2      | 34  | Inter Europol Competition | Jakub Śmiechowski Alex Brundle Esteban Gutiérrez       | Gibson GK428 4,2 L V8 Atmo     | G     | 222   | + 10 tours            |
| 16   | LMP2      | 35  | Ultimate                  | Jean-Baptiste Lahaye Matthieu Lahaye François Hériau   | Oreca 07                       | G     | 221   | + 11 tours            |
| 16   | LMP2      | 35  | Ultimate                  | Jean-Baptiste Lahaye Matthieu Lahaye François Hériau   | Gibson GK428 4,2 L V8 Atmo     | G     | 221   | + 11 tours            |
| 17   | LMGTE Pro | 51  | AF Corse                  | Alessandro Pier Guidi James Calado                     | Ferrari 488 GTE Evo            | M     | 217   | + 15 tours            |
| 17   | LMGTE Pro | 51  | AF Corse                  | Alessandro Pier Guidi James Calado                     | Ferrari F154CB 3,9 L V8 Turbo  | M     | 217   | + 15 tours            |
| 18   | LMGTE Pro | 52  | AF Corse                  | Miguel Molina Antonio Fuoco                            | Ferrari 488 GTE Evo            | M     | 217   | + 15 tours            |
| 18   | LMGTE Pro | 52  | AF Corse                  | Miguel Molina Antonio Fuoco                            | Ferrari F154CB 3,9 L V8 Turbo  | M     | 217   | + 15 tours            |
| 19   | LMGTE Pro | 92  | Porsche GT Team           | Michael Christensen Kévin Estre                        | Porsche 911 RSR-19             | M     | 217   | + 15 tours            |
| 19   | LMGTE Pro | 92  | Porsche GT Team           | Michael Christensen Kévin Estre                        | Porsche 4,0 L Flat-6 Atmo      | M     | 217   | + 15 tours            |
| 20   | Hypercar  | 94  | Peugeot TotalEnergies     | Loïc Duval James Rossiter Gustavo Menezes              | Peugeot 9X8                    | M     | 217   | + 15 tours            |
| 20   | Hypercar  | 94  | Peugeot TotalEnergies     | Loïc Duval James Rossiter Gustavo Menezes              | Peugeot 2,6 L V6 Bi-Turbo      | M     | 217   | + 15 tours            |
| 21   | LMGTE Pro | 91  | Porsche GT Team           | Gianmaria Bruni Richard Lietz                          | Porsche 911 RSR-19             | M     | 216   | + 16 tours            |
| 21   | LMGTE Pro | 91  | Porsche GT Team           | Gianmaria Bruni Richard Lietz                          | Porsche 4,0 L Flat-6 Atmo      | M     | 216   | + 16 tours            |
| 22   | LMGTE Pro | 64  | Corvette Racing           | Tommy Milner Nick Tandy                                | Chevrolet Corvette C8.R        | M     | 215   | + 17 tours            |
| 22   | LMGTE Pro | 64  | Corvette Racing           | Tommy Milner Nick Tandy                                | Chevrolet 5,5 L V8 Atmo        | M     | 215   | + 17 tours            |
| 23   | LMGTE Am  | 33  | TF Sport                  | Ben Keating Henrique Chaves Marco Sørensen             | Aston Martin Vantage AMR       | M     | 213   | + 19 tours            |
| 23   | LMGTE Am  | 33  | TF Sport                  | Ben Keating Henrique Chaves Marco Sørensen             | Aston Martin 4,0 L V8 Bi-Turbo | M     | 213   | + 19 tours            |
| 24   | LMGTE Am  | 85  | Iron Dames                | Rahel Frey Michelle Gatting Sarah Bovy                 | Ferrari 488 GTE Evo            | M     | 212   | + 20 tours            |
| 24   | LMGTE Am  | 85  | Iron Dames                | Rahel Frey Michelle Gatting Sarah Bovy                 | Ferrari F154CB 3,9 L V8 Turbo  | M     | 212   | + 20 tours            |
| 25   | LMGTE Am  | 777 | D'Station Racing          | Satoshi Hoshino Tomonobu Fujii Charlie Fagg            | Aston Martin Vantage AMR       | M     | 212   | + 20 tours            |
| 25   | LMGTE Am  | 777 | D'Station Racing          | Satoshi Hoshino Tomonobu Fujii Charlie Fagg            | Aston Martin 4,0 L V8 Bi-Turbo | M     | 212   | + 20 tours            |
| 26   | LMGTE Am  | 54  | AF Corse                  | Thomas Flohr Francesco Castellacci Davide Rigon        | Ferrari 488 GTE Evo            | M     | 212   | + 20 tours            |
| 26   | LMGTE Am  | 54  | AF Corse                  | Thomas Flohr Francesco Castellacci Davide Rigon        | Ferrari F154CB 3,9 L V8 Turbo  | M     | 212   | + 20 tours            |
| 27   | LMGTE Am  | 98  | NorthWest AMR             | Paul Dalla Lana David Pittard Nicki Thiim              | Aston Martin Vantage AMR       | M     | 212   | + 20 tours            |
| 27   | LMGTE Am  | 98  | NorthWest AMR             | Paul Dalla Lana David Pittard Nicki Thiim              | Aston Martin 4,0 L V8 Bi-Turbo | M     | 212   | + 20 tours            |
| 28   | LMGTE Am  | 46  | Team Project 1            | Matteo Cairoli Mikkel Pedersen Nicolas Leutwiler       | Porsche 911 RSR-19             | M     | 211   | + 21 tours            |
| 28   | LMGTE Am  | 46  | Team Project 1            | Matteo Cairoli Mikkel Pedersen Nicolas Leutwiler       | Porsche 4,0 L Flat-6 Atmo      | M     | 211   | + 21 tours            |
| 29   | LMGTE Am  | 71  | Spirit of Race            | Franck Dezoteux Pierre Ragues Gabriel Aubry            | Ferrari 488 GTE Evo            | M     | 211   | + 21 tours            |
| 29   | LMGTE Am  | 71  | Spirit of Race            | Franck Dezoteux Pierre Ragues Gabriel Aubry            | Ferrari F154CB 3,9 L V8 Turbo  | M     | 211   | + 21 tours            |
| 30   | LMGTE Am  | 56  | Team Project 1            | Takeshi Kimura Ollie Millroy Ben Barnicoat             | Porsche 911 RSR-19             | M     | 211   | + 21 tours            |
| 30   | LMGTE Am  | 56  | Team Project 1            | Takeshi Kimura Ollie Millroy Ben Barnicoat             | Porsche 4,0 L Flat-6 Atmo      | M     | 211   | + 21 tours            |
| 31   | LMGTE Am  | 88  | Dempsey-Proton Racing     | Fred Poordad Patrick Lindsey Jan Heylen                | Porsche 911 RSR-19             | M     | 211   | + 21 tours            |
| 31   | LMGTE Am  | 88  | Dempsey-Proton Racing     | Fred Poordad Patrick Lindsey Jan Heylen                | Porsche 4,0 L Flat-6 Atmo      | M     | 211   | + 21 tours            |
| 32   | LMGTE Am  | 21  | AF Corse                  | Simon Mann Christoph Ulrich Toni Vilander              | Ferrari 488 GTE Evo            | M     | 211   | + 21 tours            |
| 32   | LMGTE Am  | 21  | AF Corse                  | Simon Mann Christoph Ulrich Toni Vilander              | Ferrari F154CB 3,9 L V8 Turbo  | M     | 211   | + 21 tours            |
| 33   | LMGTE Am  | 60  | Iron Lynx                 | Claudio Schiavoni Matteo Cressoni Giancarlo Fisichella | Ferrari 488 GTE Evo            | M     | 211   | + 21 tours            |
| 33   | LMGTE Am  | 60  | Iron Lynx                 | Claudio Schiavoni Matteo Cressoni Giancarlo Fisichella | Ferrari F154CB 3,9 L V8 Turbo  | M     | 211   | + 21 tours            |
| 34   | LMP2      | 45  | Algarve Pro Racing        | Steven Thomas James Allen René Binder                  | Oreca 07                       | G     | 199   | + 33 tours            |
| 34   | LMP2      | 45  | Algarve Pro Racing        | Steven Thomas James Allen René Binder                  | Gibson GK428 4,2 L V8 Atmo     | G     | 199   | + 33 tours            |
| 35   | LMGTE Am  | 86  | GR Racing                 | Michael Wainwright Riccardo Pera Ben Barker            | Porsche 911 RSR-19             | M     | 193   | + 39 tours            |
| 35   | LMGTE Am  | 86  | GR Racing                 | Michael Wainwright Riccardo Pera Ben Barker            | Porsche 4,0 L Flat-6 Atmo      | M     | 193   | + 39 tours            |
| N.c. | LMGTE Am  | 77  | Dempsey-Proton Racing     | Christian Ried Sebastian Priaulx Harry Tincknell       | Porsche 911 RSR-19             | M     | 128   | Arbre de transmission |
| N.c. | LMGTE Am  | 77  | Dempsey-Proton Racing     | Christian Ried Sebastian Priaulx Harry Tincknell       | Porsche 4,0 L Flat-6 Atmo      | M     | 128   | Arbre de transmission |

## Pole position et record du tour
- Pole position :  Kamui Kobayashi sur n°7 Toyota Gazoo Racing en 1 min 29 s 234.
- Meilleur tour en course :  Kamui Kobayashi sur n°7 Toyota Gazoo Racing en 1 min 30 s 735.

## Tours en tête
- no 7 Toyota GR010 Hybrid : 61 tours (1-36 / 39-63)[9]
- no 8 Toyota GR010 Hybrid : 171 tours (37-38 / 64-232)

## À noter
- Longueur du circuit : 4,563 km
- Distance parcourue par les vainqueurs : 1 059,08 km